# 茅石镇
茅石镇，是中华人民共和国贵州省遵义市桐梓县下辖的一个乡镇级行政单位，辖区面积138.81平方公里，处于桐梓县东南，大娄山下。东邻绥阳县宽阔镇，西接娄山关镇，南至遵义县板桥镇，北至楚米镇，马鬃乡。

## 沿革
1992年，原新桥乡和原茅石乡合并为茅石乡。2012年，贵州省人民政府批复同意撤销茅石乡，设置茅石镇。

## 行政区划
镇政府驻地茅坝，海拔1210米，距离桐梓县城15公里。
茅石镇下辖以下地区：
高垭村、茅坝村、镇龙村、中关村、山茶村、龙会村、新桥村和团结村。